# Rio Buzău
O Rio Buzău é um rio da Romênia afluente do rio Siret. Possui 302 km de extensão.